# Alberto Saronni
Alberto Saronni (* 19. November 1961 in Buscate, Italien) ist ein ehemaliger italienischer Radrennfahrer.

## Sportliche Laufbahn
Alberto Saronni konnte als Amateur 1979 Zweiter bei der Trofeo Emilio Paganessi, 1980 Dritter bei der Coppa Comune di Rivarolo del Re sowie den Sieg bei der Coppa Colli Briantei Internazionale erwirken. 1981 gewann er die Rennen Coppa Comune di Rivarolo del Re und Targa Libero Ferrario und belegte den dritten Platz bei Piccola Tre Valli Varesine. 1982 wurde Saronni Profi beim Team Del Tongo, wo er mit seinen beiden Brüder Giuseppe und Antonio bis 1988 gemeinsam fuhren. Insgesamt konnte Saronni nur einen Sieg im Jahr 1986 bei der Cronostaffetta erzielen. Weitere Platzierungen waren 1984 Platz 9 beim Giro di Romagna und 1985 Platz 13 bei Mailand-Turin. 1989 wechselte er mit seinem Bruder Giuseppe in das Team Malvor-Sidi. Nach einem Jahr wechselte er zum Team Mosoca-Eurocar-Chazal, wo in der zweiten Saison sei Vertrag Ende Februar 1991 aufgelöst wurde und somit seine Profikarriere beendete.

## Familiäres
Seine Brüder Antonio Saronni (* 1956) und Giuseppe Saronni (* 1957) waren ebenfalls Profisportler und fuhren teilweise im gleichen Team. Sein Vater Romano und Großvater Tito Brambilla (1897–1988) waren ebenfalls Radsportler.